# Salticella fasciata
Salticella fasciata är en tvåvingeart som först beskrevs av Johann Wilhelm Meigen 1830.  Salticella fasciata ingår i släktet Salticella och familjen kärrflugor. Inga underarter finns listade i Catalogue of Life.

## Bildgalleri

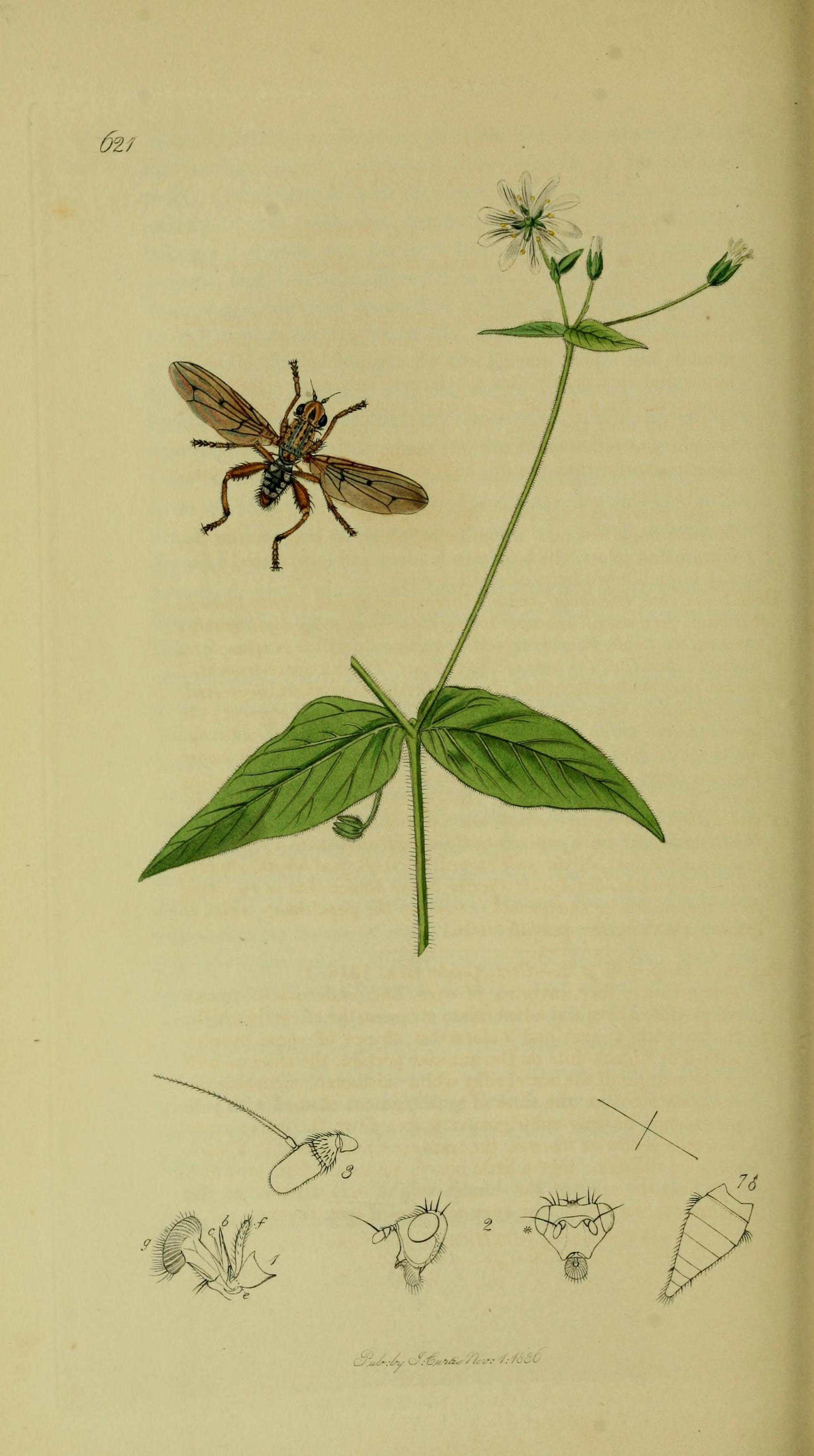